# Wilfried Cretskens

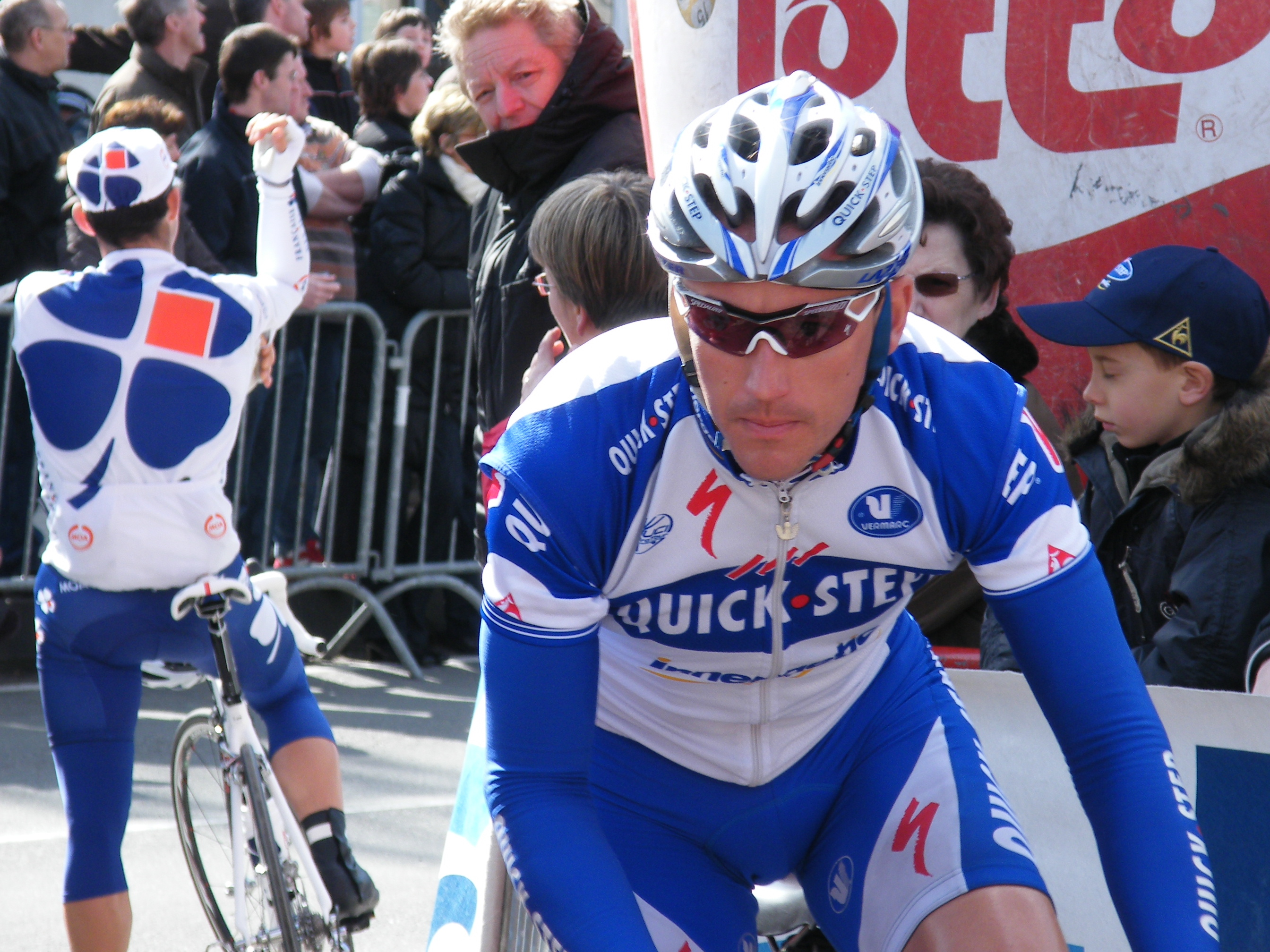
Wilfried Cretskens, el 2008

Wilfried Cretskens (Herk-de-Stad, 10 de juliol de 1976) és un ciclista belga que fou professional entre 1998 i primers de 2012.
La seva principal victòria com a professional és el Tour de Qatar de 2007.

## Palmarès
- 1997
  - 1r a la Volta a Limburg amateur
- 1999
  - 1r a la Fletxa de Namur
- 2003
  - 1r al Gran Premi Briek Schotte
- 2004
  - 1r al Gran Premi Briek Schotte
- 2007
  - 1r al Tour de Qatar

### Resultats al Tour de França
- 2005. Abandona (15a etapa)
- 2006. Abandona (11a etapa)

### Resultats a la Volta a Espanya
- 2001. 116è de la classificació general